# Rhopalocères
Rhopalocera
Ce taxon est aujourd'hui obsolète.
Sous-ordre
Familles de rang inférieur
- Papilionidae
- Hedylidae
- Hesperiidae
- Pieridae
- Nymphalidae
- Lycaenidae
- Riodinidae

Les Rhopalocères (Rhopalocera, ou « papillons de jour » au sens courant) sont un ancien sous-ordre, aujourd'hui obsolète, de l'ordre des lépidoptères. Il s'oppose à l'ancien sous-ordre des hétérocères (Heterocera, ou « papillons de nuit »). 
Cette distinction traditionnelle entre papillons de jour et de nuit, bien que toujours très employée par commodité, ne correspond ni à la réalité scientifique actuelle, ni à l'intuition commune, puisqu'une fraction importante des hétérocères sont également actifs de jour, tandis que quelques rhopalocères ont une activité nocturne.
On retrouve la même opposition dans de nombreuses langues (avec par exemple butterfly et moth en anglais ou farfalla et falena en italien).
Le taxon des rhopalocères coïncide avec l'actuelle définition de la super-famille des Papilionoidea, regroupant sept familles de lépidoptères : les Hesperiidae, Hedylidae, Lycaenidae, Nymphalidae, Papilionidae, Pieridae et Riodinidae. 
Les rhopalocères ne représentent qu'environ un dixième des espèces de lépidoptères connues. Ils sont cependant parmi les papillons le groupe le plus étudié, le plus collectionné et le mieux connu du grand public. Ils sont aussi en fort déclin et ont récemment disparu d'une grande partie de leur aire naturelle de répartition : en France métropolitaine (juillet 2022) « 2 espèces de papillons sur 3 n’ont pas été revues depuis 20 ans dans au moins un département qu’elles occupaient ».

## Étymologie
Le mot « rhopalocère » dérive du grec ancien rhopalon (« massue ») et keras (« corne », ou ici « antenne »). Suivant leur étymologie, les rhopalocères sont donc les papillons dont l'extrémité des antennes est en forme de massue, tandis que les « hétérocères » rassemblent toutes les autres espèces (hétéro-, « autre »). 

## Systématique et phylogénie
Aux débuts de la nomenclature binomiale, Linné plaçait tous les papillons de jour dans le genre Papilio. La création de nouveaux genres et leurs regroupements en familles a peu à peu permis d'esquisser l'organisation interne de l'ordre des lépidoptères (Lepidoptera). Initialement fondé sur des critères morphologiques superficiels, ce processus a mené à la classification traditionnelle dans laquelle les Rhopalocera et les Heterocera constituent deux sous-ordres, dont le regroupement, appelé Ditrysia, rassemble 99 % des Lepidoptera.
Les rhopalocères y contiennent d'une part la super-famille des Papilionoidea (au sens restreint : familles des Papilionidae, Pieridae, Lycaenidae, Riodinidae et Nymphalidae), d'autre part celle des Hesperioidea (famille des Hesperiidae). Plus récemment, on a rapproché de ces six familles celle des Hedylidae (super-famille des Hedyloidea), qui comporte quelques dizaines d'espèces néotropicales aux mœurs nocturnes.
La classification actuelle s'appuie sur les progrès de la phylogénie, laquelle exploite largement des caractères moléculaires tels que ceux fournis par l'ADN. Les études les plus récentes établissent d'une part que les sept familles citées plus haut forment un groupe monophylétique au sein des lépidoptères, et d'autre part que leurs relations de parenté prennent la forme suivante.
Phylogénie des familles actuelles de la super-famille des Papilionoidea, d'après Heikkilä et al., 2012, et Espeland et al., 2018 :
|  | Hedylidae   |
|  |             |
|  | Hesperiidae |
|  |             |

|  | Nymphalidae                                               |
|  |                                                           |
|  | \| \| Riodinidae \| \| \| \| \| \| Lycaenidae \| \| \| \| |
|  |                                                           |
|  | Riodinidae                                                |
|  |                                                           |
|  | Lycaenidae                                                |
|  |                                                           |

|  | Riodinidae |
|  |            |
|  | Lycaenidae |
|  |            |

|  | Nymphalidae                                               |
|  |                                                           |
|  | \| \| Riodinidae \| \| \| \| \| \| Lycaenidae \| \| \| \| |
|  |                                                           |
|  | Riodinidae                                                |
|  |                                                           |
|  | Lycaenidae                                                |
|  |                                                           |

|  | Riodinidae |
|  |            |
|  | Lycaenidae |
|  |            |

|  | Hedylidae   |
|  |             |
|  | Hesperiidae |
|  |             |

|  | Nymphalidae                                               |
|  |                                                           |
|  | \| \| Riodinidae \| \| \| \| \| \| Lycaenidae \| \| \| \| |
|  |                                                           |
|  | Riodinidae                                                |
|  |                                                           |
|  | Lycaenidae                                                |
|  |                                                           |

|  | Riodinidae |
|  |            |
|  | Lycaenidae |
|  |            |

|  | Nymphalidae                                               |
|  |                                                           |
|  | \| \| Riodinidae \| \| \| \| \| \| Lycaenidae \| \| \| \| |
|  |                                                           |
|  | Riodinidae                                                |
|  |                                                           |
|  | Lycaenidae                                                |
|  |                                                           |

|  | Riodinidae |
|  |            |
|  | Lycaenidae |
|  |            |

|  | Hedylidae   |
|  |             |
|  | Hesperiidae |
|  |             |

|  | Nymphalidae                                               |
|  |                                                           |
|  | \| \| Riodinidae \| \| \| \| \| \| Lycaenidae \| \| \| \| |
|  |                                                           |
|  | Riodinidae                                                |
|  |                                                           |
|  | Lycaenidae                                                |
|  |                                                           |

|  | Riodinidae |
|  |            |
|  | Lycaenidae |
|  |            |

|  | Nymphalidae                                               |
|  |                                                           |
|  | \| \| Riodinidae \| \| \| \| \| \| Lycaenidae \| \| \| \| |
|  |                                                           |
|  | Riodinidae                                                |
|  |                                                           |
|  | Lycaenidae                                                |
|  |                                                           |

|  | Riodinidae |
|  |            |
|  | Lycaenidae |
|  |            |

|  | Hedylidae   |
|  |             |
|  | Hesperiidae |
|  |             |

|  | Nymphalidae                                               |
|  |                                                           |
|  | \| \| Riodinidae \| \| \| \| \| \| Lycaenidae \| \| \| \| |
|  |                                                           |
|  | Riodinidae                                                |
|  |                                                           |
|  | Lycaenidae                                                |
|  |                                                           |

|  | Riodinidae |
|  |            |
|  | Lycaenidae |
|  |            |

|  | Nymphalidae                                               |
|  |                                                           |
|  | \| \| Riodinidae \| \| \| \| \| \| Lycaenidae \| \| \| \| |
|  |                                                           |
|  | Riodinidae                                                |
|  |                                                           |
|  | Lycaenidae                                                |
|  |                                                           |

|  | Riodinidae |
|  |            |
|  | Lycaenidae |
|  |            |

La position basale des Papilionidae dans cet arbre phylogénétique oblige à intégrer les Hesperiidae et les Hedylidae à la super-famille des Papilionoidea, laquelle coïncide dès lors avec les anciens Rhopalocera au sens large.
On peut donc actuellement voir les rhopalocères comme une super-famille (celle des Papilionoidea) parmi la trentaine que comporte l'ordre des lépidoptères. Les rhopalocères forment ainsi un groupe monophylétique, donc scientifiquement cohérent. Au contraire, les hétérocères se définissent par opposition aux rhopalocères et forment un groupe paraphylétique, donc injustifié.

## Morphologie et comportement
Pour un article plus général, voir Morphologie des lépidoptères.
Sauf exceptions, les rhopalocères se distinguent classiquement des hétérocères par les caractères morphologiques suivants :
- des antennes filiformes se terminant par un renflement (rhopalon signifie « massue » en grec ancien),
- l'absence de système de couplage des ailes postérieures sur les antérieures.

Beaucoup de rhopalocères comptent parmi les papillons les plus colorés, mais cela ne caractérise pas le groupe : il y a de nombreuses exceptions dans un sens comme dans l'autre.
Sur le plan comportemental, on peut citer les caractères suivants.
- À l'exception de la famille des Hedylidae, les imagos de rhopalocères sont actifs de jour (tout comme de nombreux hétérocères).
- Au repos, ils tiennent en général leurs ailes redressées à la verticale derrière leur dos, recto contre recto (certains hétérocères font de même, par exemple dans la famille des Geometridae).

## État des populations, pressions & menaces

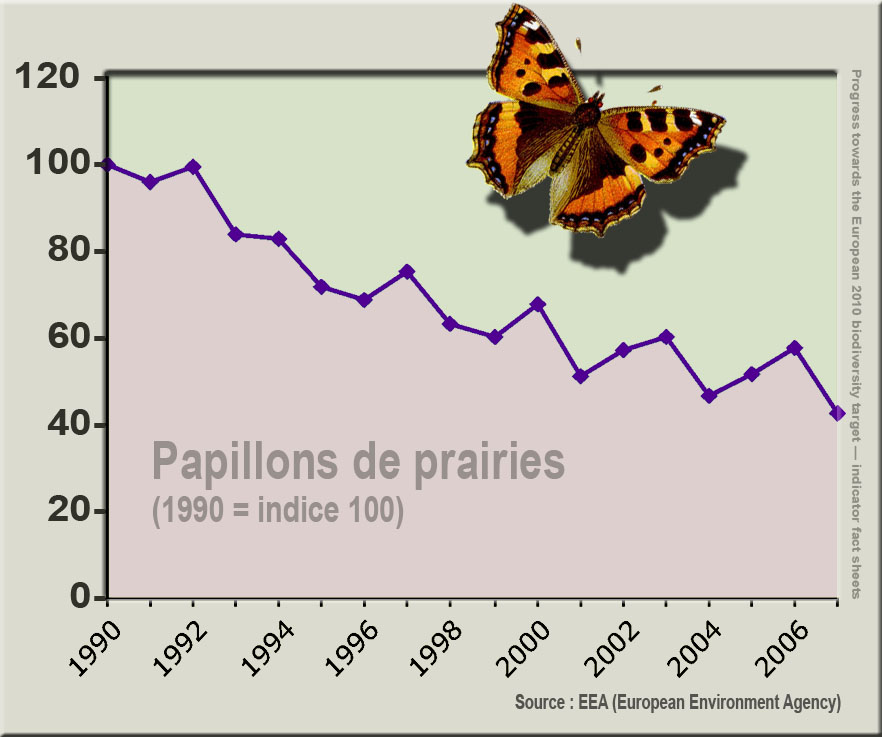
Diminution régulière et rapide des populations de papillons (ici de prairies) en Europe, sur 15 ans

Tous les rhopalocères (comme de nombreux autres invertébrés) sont en forte voie de régression, depuis les années 1970 notamment, probablement en raison d'un usage croissant de pesticides : insecticides, herbicides mais aussi à cause du recul du bocage, des prairies fleuries, des zones humides, de la suppression des plantes adventices des cultures, de la fragmentation écopaysagère croissante par les routes notamment (le phénomène de roadkill touche aussi les papillons quand ils traversent les routes). Le fauchage excessif et répété par des machines toujours plus puissantes des bords des chemins, des routes, de terrains incultes (pour ne pas citer les pelouses municipales ou privatives) contribue aussi à cette situation.
En France métropolitaine, où seules une quinzaine d'espèces étaient protégées en 2012, au moins 16 espèces de papillons de jour étaient en réalité menacées de disparition à court terme, 18 sont quasi-menacées selon la dernière "liste rouge des espèces menacées en France", et nombre d'autres sont en voie de régression (parmi 253 espèces).

Par exemple, l'Hespérie du barbon (Gegenes pumilio), non revu depuis plus de 10 ans en 2012, a été récemment classée “En danger critique” en France, probablement victime de l'urbanisation, de la périurbanisation et de la fragmentation écopaysagère du littoral méditerranéen (mortalité animale due aux véhicules).

Le Mélibée (Coenonympha hero), inféodé aux prairies humides acides à Molinie, voit ses habitats détruits, drainés, amendés ou boisés ; il ne survit que dans quelques tourbières des Vosges ou du Jura, et est au bord de l'extinction.

L'Azuré de la sanguisorbe (Phengaris teleius) régresse en raison de la destruction des prairies humides où vit sa plante-hôte, la Sanguisorbe officinale. De plus, sa chenille est durant quelque temps protégée dans une fourmilière.

L'Hermite (Chazara briseis), un papillon autrefois largement réparti en France, a subi une régression de ses effectifs de l’ordre de 30 % rien que sur les 10 dernières années, ce qui le classe dans la catégorie “Vulnérable”.

L'Azuré du mélilot (Polyommatus dorylas) est classé “Quasi menacé”, alors que le mélilot est une plante abondante sur de nombreuses friches.
Des plans nationaux d'action existent ou doivent être renforcés ou mis en place à la suite du Grenelle de l'Environnement, qui s'est notamment traduit (en métropole) par un « plan national d’action Papillons de jour » préparé par l’Observatoire national de la biodiversité (ONB) et la mise en place d'un indicateur permettant d’évaluer la part des espèces ayant disparu d’au moins un département depuis le siècle dernier (indicateur mis en œuvre avec l'Office pour les insectes et leur environnement). Environ 2 000 000 de données d’observations du SINP (accessibles sur le portail de l’INPN) ont montré un effondrement des populations de papillons de jour au XXe siècle, confirmé en 2022 pour la période 2000-2020. Les données récoltées via les programmes de sciences participatives de suivi temporel des Rhopalocères de France (STERF) accompagnés par Vigie-Nature montrent une tendance similaire. 
« Le résultat est sans appel : 66 % des espèces de papillons de jour vivant en France métropolitaine ont disparu d’au moins un département qu’elles occupaient le siècle dernier. Les espèces qui déclinent sont principalement les espèces spécialistes, c’est-à-dire qui dépendent d'un type de milieu particulier. La disparition des prairies liée à l’intensification agricole est ainsi l’une des principales causes de leur déclin. Par exemple, l’Hermite Chazara briseis a disparu de deux tiers des départements dans lesquels on le trouvait »
Source : MNHN & OFB 2003-2022. INPN), URL https://inpn.mnhn.fr Le 1er juillet 2022.